# グアダラマ山脈

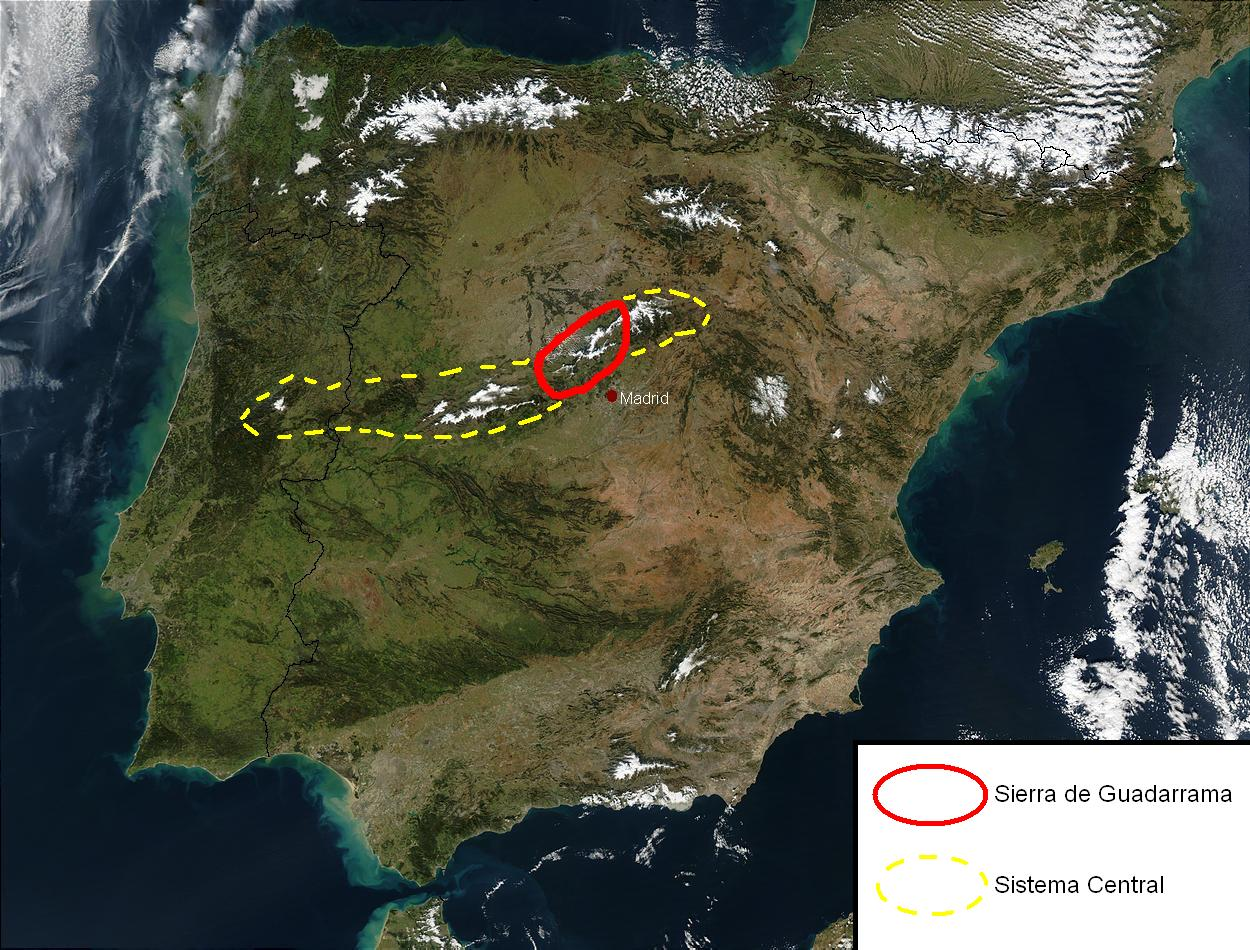
衛星写真。赤色の円形の場所がグアダラーマ山脈

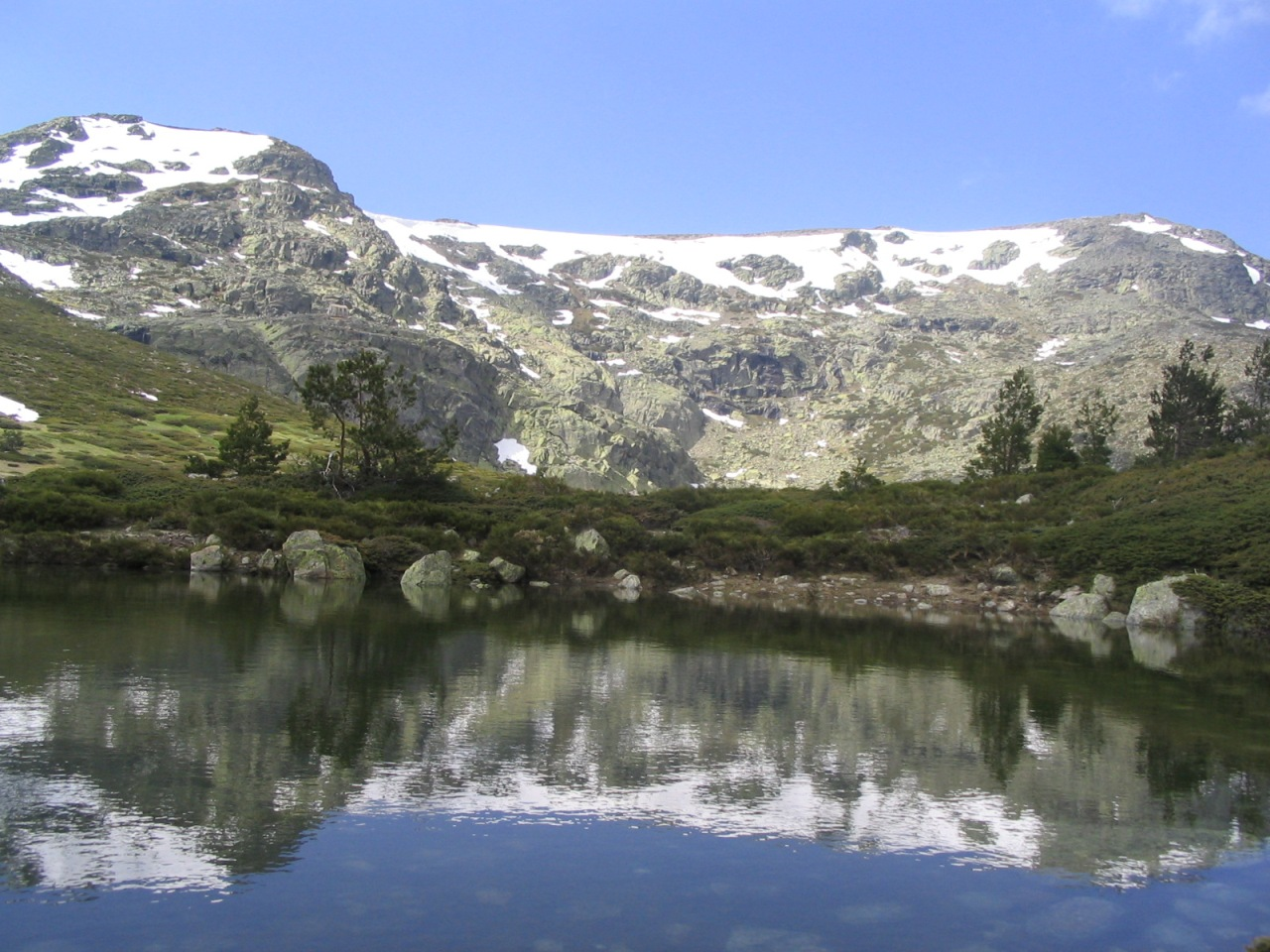
最高峰のペニャラーラ

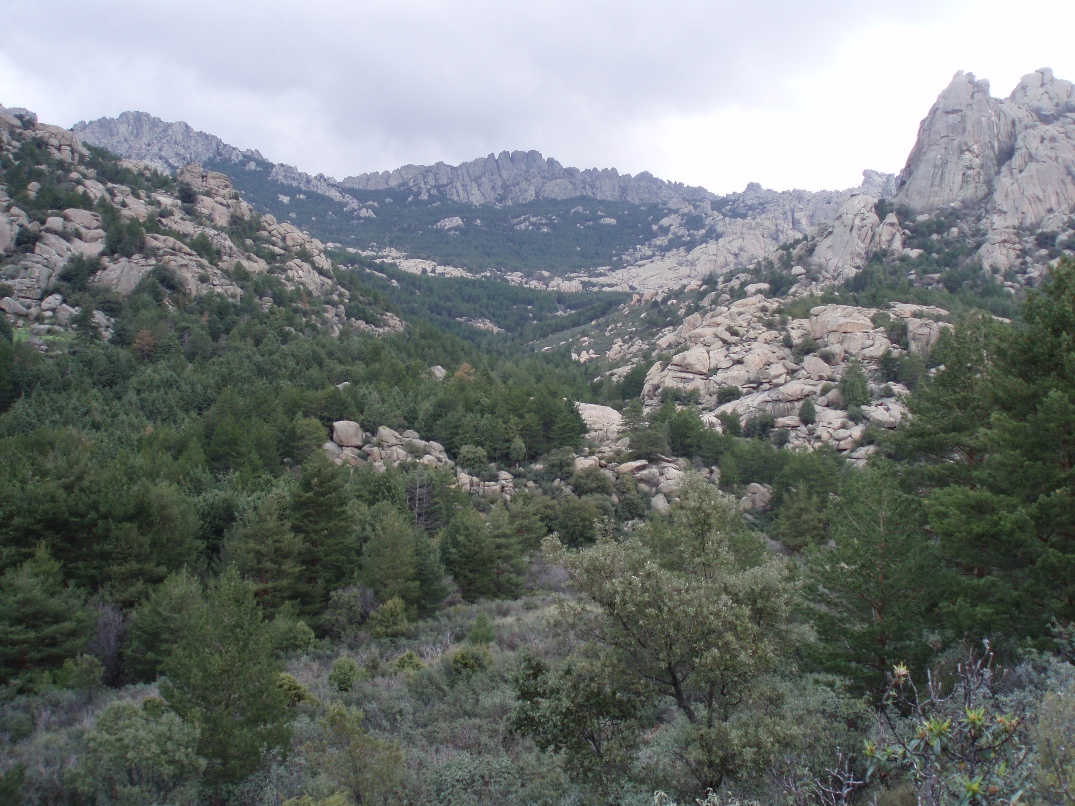
ラ・ペドリサ峰

グアダラーマ山脈（スペイン語: Sierra de Guadarrama）とは、イベリア半島中央部にある山脈。セントラル山系の約半分を占め、アビラ県のグレドス山地、グアダラハーラ県のアイリョン山地の間にある。

## 概要

### 名の由来
グアダラーマ山脈という名は、どちらもこの山脈に関係するグアダラーマ川とグアダラーマという地名からきている。グアダラーマという言葉は、『砂の川』を意味するアラビア語からきている。Guadはwadi（川、ワジ）から、arramaはal-rama（砂の）をそれぞれ意味する。名前は、アラブ人がスペインを支配した時代（722年-1492年）に川につけたとされ、レコンキスタ後ですら名前は通貨の中に残ったのだった。

### 自然
山脈は南西から北東へ向け伸び、南のマドリード県、北のアビラ県とセゴビア県に伸びる。全体のおおよその長さは80km、最高峰はペニャラーラ（2,428m）である。
山脈の植生は、豊かなヨーロッパアカマツの森、低い傾斜地のオークとウバメガシの低木林で特徴づけられる。一方、山の頂上は灌木を満たした牧草地が占めている。山脈には色々なほ乳類、スペインアイベックス、ダマジカ、ノロジカ、イノシシ、ヨーロッパアナグマがおり、様々なイタチ、ヨーロッパヤマネコ、アカギツネ、そしてノウサギがいる。山中の湖と貯水池には、イベリアカタシロワシ、クロハゲワシといった猛禽類と様々な種類の水鳥がいる。
マドリード付近で山脈は、込み入った状況となっている。この地域では今日、数多くの峠や鉄道路がそばで横断しており、非常に完成された観光基盤を維持している。そして様々な山地スポーツに結合している。山の自然環境に危険な状況が、山地でつくられている。

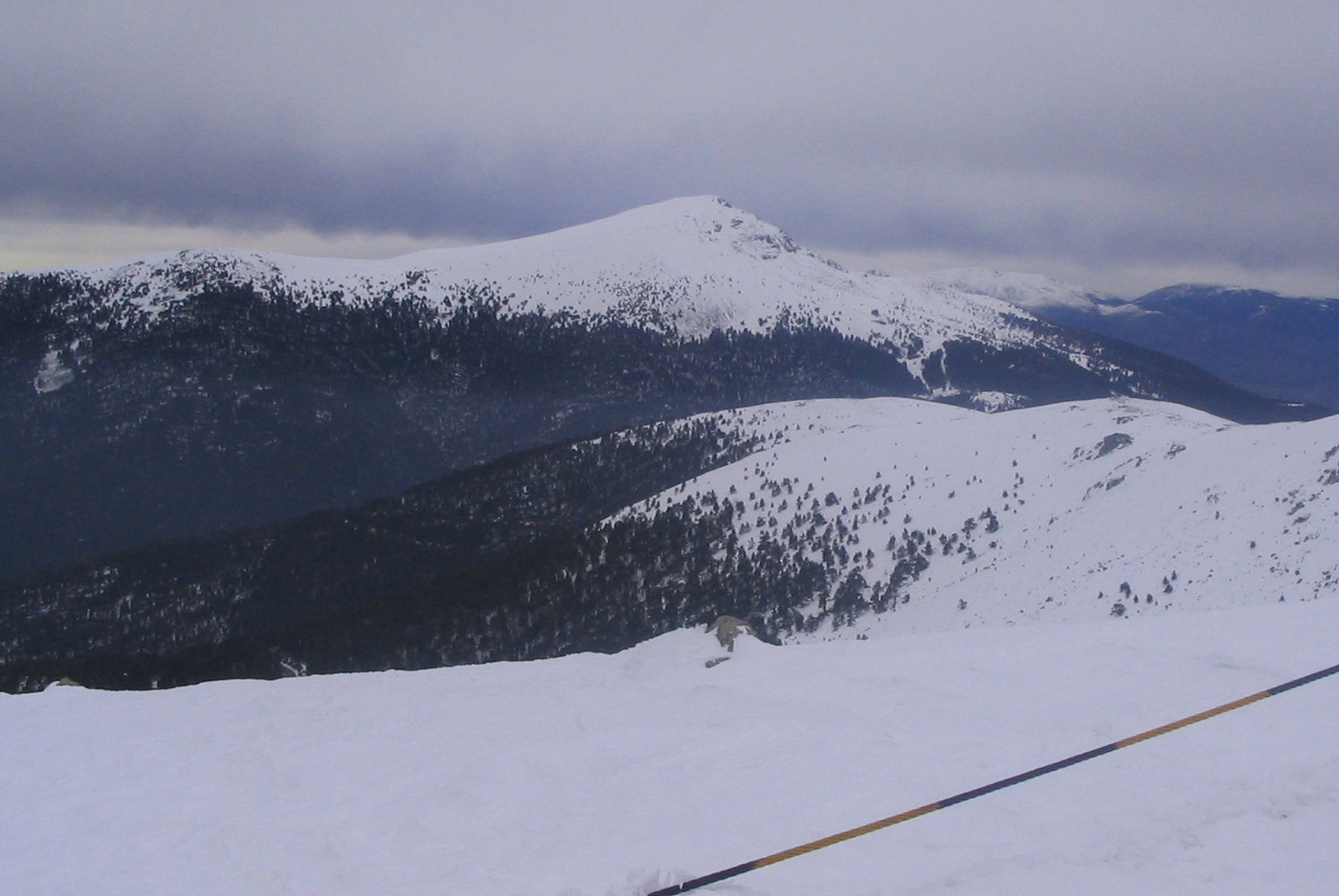
ペニャラーラ

全長でおよそ80km、南東から北西方向で広がる。グアダラーマ山脈は、イベリア半島のメセタを南北に分ける自然の境界である。この山脈はセントラル山系の一部をなす。
山脈の基盤は標高900mから1200mの間に位置する。山脈の主要な峰峰は、平均1000m以上の地形上の傑出を持つ。最高峰であるペニャラーラは標高2.428mである。山脈の範囲は、アルベルチェ川の谷（グラドス山地を分割している）で始まりソモシエラ峠で終わる。ソモシエラ峠はタグス川流域とドゥエロ川流域との間の水理学上の境界となっている。山脈は、ハラマ川、グアダラマ川、マンサナーレス川のような多様な山を水源とする河川が、タグス川とドゥエロ川に注ぐのに寄与している。
南西から北東の主たる峰峰から分岐した山脈は、カルペタノス山脈（Montes Carpetanos）として知られている（この名称は時にペニャラーラとソモシエラ峰間のグアダラマ山脈主軸北部を指すこともある）。全長15kmのカルペタノスの準山地はマドリード州のナバセラーダ峠で始まり、平均標高はモルクエラ峠まで2000m以上である。モルクエラ峠からカルペタノス山脈の山脈は、ロソヤ川にとハラマ川が合流する地点まで下降する。カルペタノスの最高峰は、標高2383mのカベサス・デ・イエロ峰である。
カルペタノス山脈とグアダラーマ山脈の主な範囲内にはロソヤ谷がある。ロソヤ谷はセントラル山地有数の美しい谷である。冬にはスキー客で大勢の観光客をひきつけ、夏も同様に人々が集まる。グアダラマ山脈の別の西部は、キンタナル山脈と呼ばれ、全体がセゴビア県に含まれ、フエンフリア峠で始まる。全長は11kmで、2000mを超える峰をいくつか持っている。
カルペタノス山脈とキンタナル山脈に加え、山裾のより小さな山の一連はグアダラーマ山脈の主な範囲内にある。

### 地形

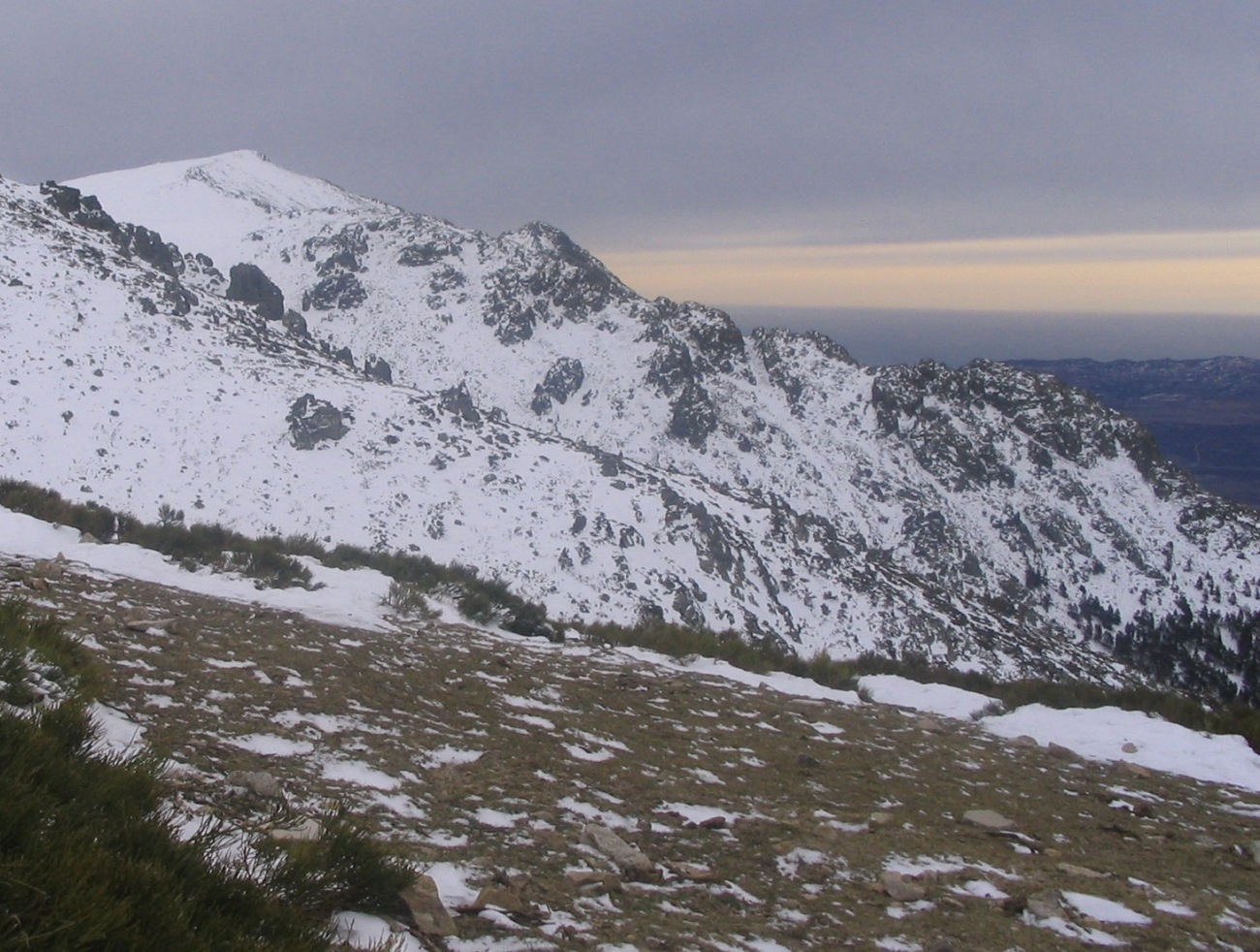
冬のマリチオサ峰

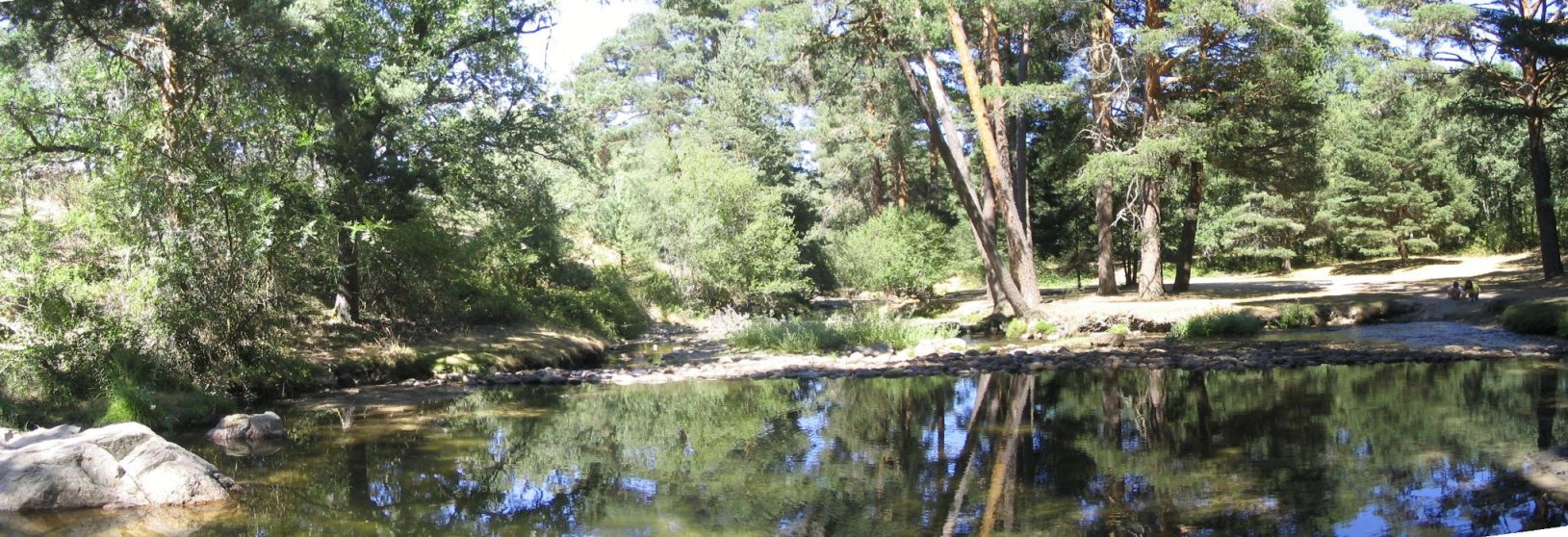
エレスマ川の小さな天然のプール

グアダラマ山脈は、メセタに属す南部の準高原と北の準高原とのプレートの衝突の結果生まれた。山脈を形成するのは花崗岩質の棚上台地であったが、山脈は6550万年前に始まった新生代につくられ、ローラシア大陸とゴンドワナ大陸の衝突でパンゲアが生まれる間にあたる古生代に、ヘルシニア造山運動で下に下げられた。この形成以降、山脈は顕著に浸食されてきた。山脈の北部南部で多くの山頂部が平坦なのはそのためである。これらの理由から、グアダラマ山脈を形成する地質はピレネー山脈やアルプス山脈、アンデス山脈、ヒマラヤ山脈の地質よりもさらに古いのである。

### 主要な自治体
グアダラマ山脈は、休暇期ともなれば多くの別荘居住者が集中する自治体に囲まれている。マドリード州近郊の山脈南東部には人々が楽しむ余暇方法が集まり、彼らの大半は山脈近くで暮らすことを望んでいる。主要な自治体は、サン・ロレンソ・デ・エル・エスコリアル、グアダラマ、ナバセラダ、セルセディーリャ、マンサナレス・エル・レアル、ミラフローレス・デ・ラ・シエラ、ラスカフリア、ロス・アンヘレス・デ・サン・ラファエル、レアル・シティオ・デ・サン・イルデフォンソである。これらの自治体は、山地へ出発する地でもあり、別荘居住者のためのレストランや商店を備えた観光中心地でもある。自治体は麓にあるけれども、標高は1200m程度ある。グアダラマ山脈は、マドリードよりもセゴビアが山頂部に近いが、マドリードとセゴビアの背景となっている。

### 代表的な谷

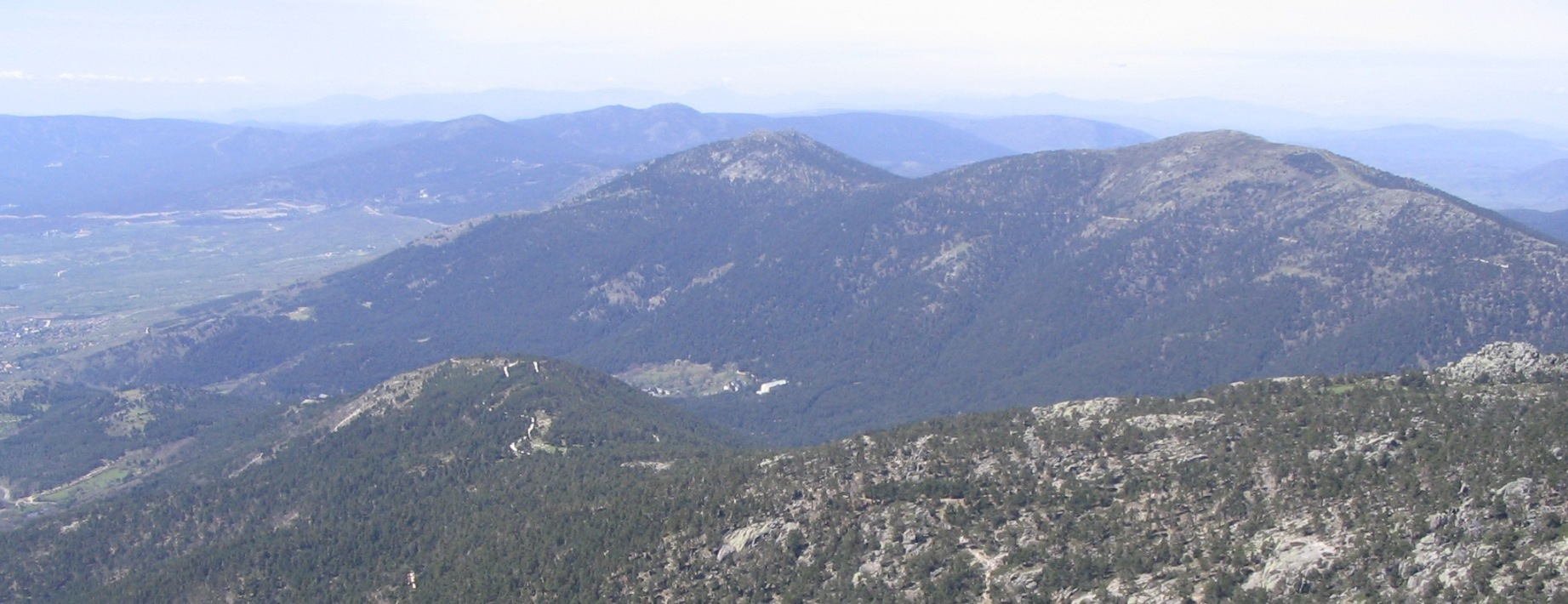
フエンフリア谷

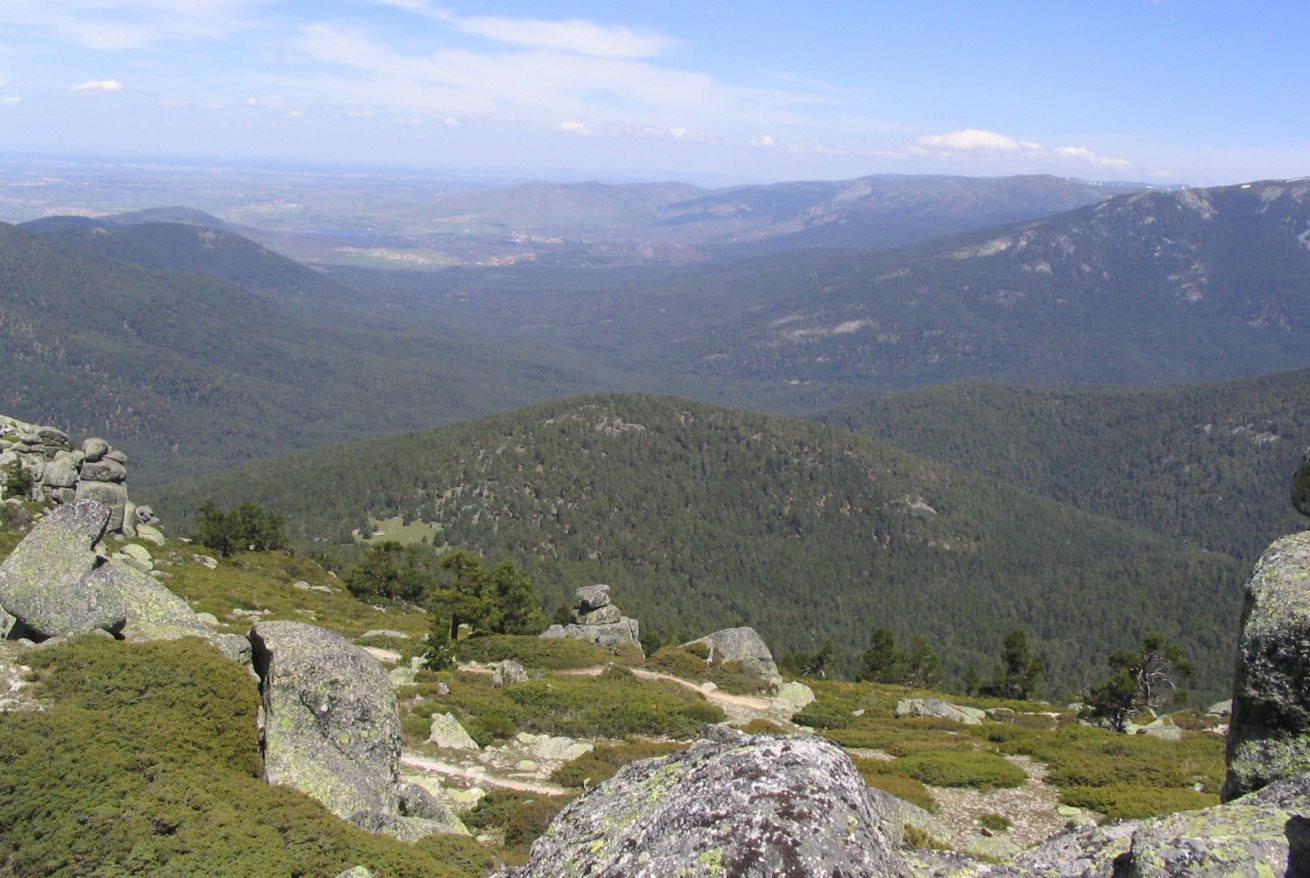
バルサイン谷

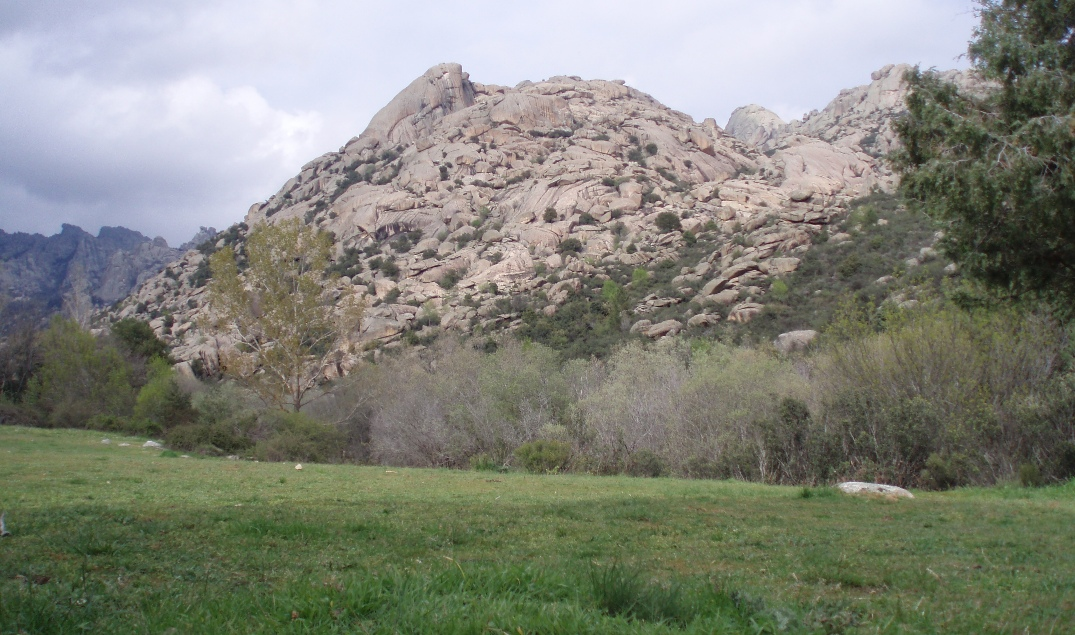
ラ・ペドリサ

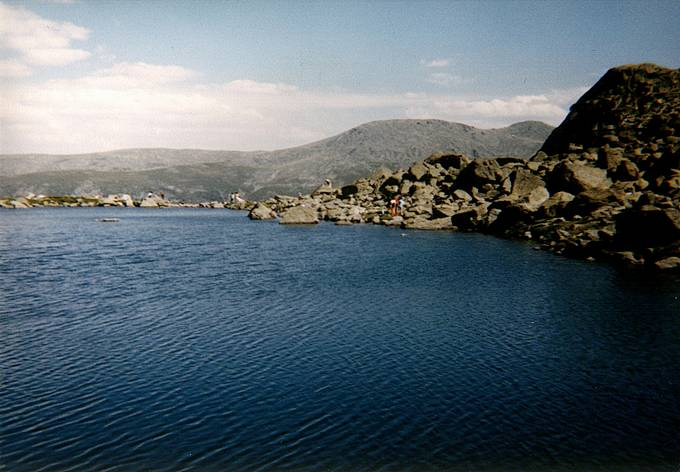
ペニャラーラの麓のグランデ湖

グアダラマ山脈は、美学及び生態学の見解の両方で特別な関心をひく一連の谷、地帯を抱える。山脈がマドリード大都市圏に接近しているため、年間を通じて特別な名跡が多くの登山客や一般観光客を受け入れている。最も頻繁に人が訪れるのは、ペニャラーラ自然保護区と、珍しい山岳構成をもつラ・ペドリサである。
- フエンフリア谷（スペイン語版） - マドリード州のセルセディーリャに近接した東部の谷。山脈の手つかずのマツ林がよく保存されている。
- バルサイン谷（スペイン語版） - フエンフリア谷同様、バルサイン谷も保存状態の良いマツ林で覆われており、グアダラマでも一か二を争うものである。南北に直接谷が走り、幅は平均で5km、10kmの場所もある。
- ラ・ペドリサ - グアダラマ山脈の南斜面を占める。巨大な岩の構成、異様で目立つ花崗岩質の岸壁で有名である。
- ペニャラーラの圏谷と湖 - グアダラマ最高峰のペニャラーラ峰は例外的な美しさを持つ自然保護区となっており、ペニャラーラ自然公園の管理下にある。
- ロソヤ谷 - グアダラマ山脈中、最も保存がよい保護区の一つで、最も広い谷。谷の傾斜はマツ、カシ、クリの林で覆われている。

### 水理
グアダラマ山脈の気候は、数多くの河川を誕生させる突出した降水量に特徴づけられる。セゴビアにおける山脈の斜面では、モロス川とエレスマ川が発し、セゴビアへ流れる。マドリードに面した斜面ではグアダラマ川、マンサナレス川が発してマドリードを流れていく。ロソヤ川は同名の谷を流れる。ペニャラーラ峰の南斜面（標高2200m地点）では、氷河が生んだ小さな湖の一連が保護されている。山脈は多くのダムを抱えるのが特色だが、それらは全て小規模である。

## 動植物

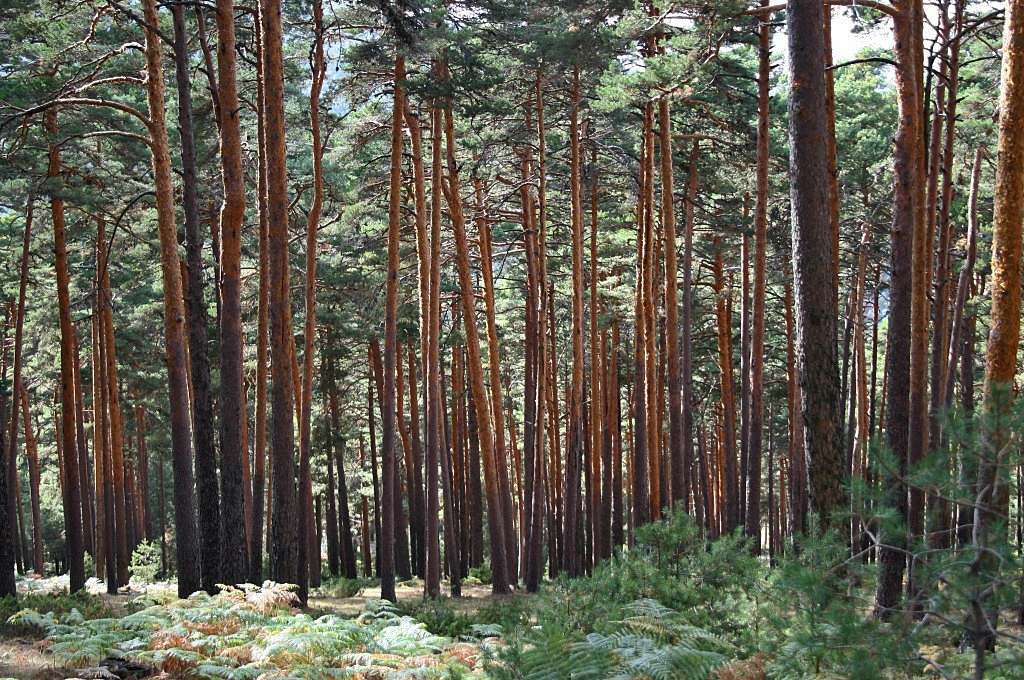
シダが地面を覆う、マツの森林

グアダラマ山脈の動植物は、多種多様な種類で成り立っている。それは地中海性気候の自然やスペイン中央高地の気候での動植物、ピレネー山脈やアルプス山脈の高緯度気候での動植物などである。
南斜面のマンサナーレス川、ロソヤ川とグアダラマ川の上流部一帯はユネスコの生物圏保護区に指定されている。

### 植物

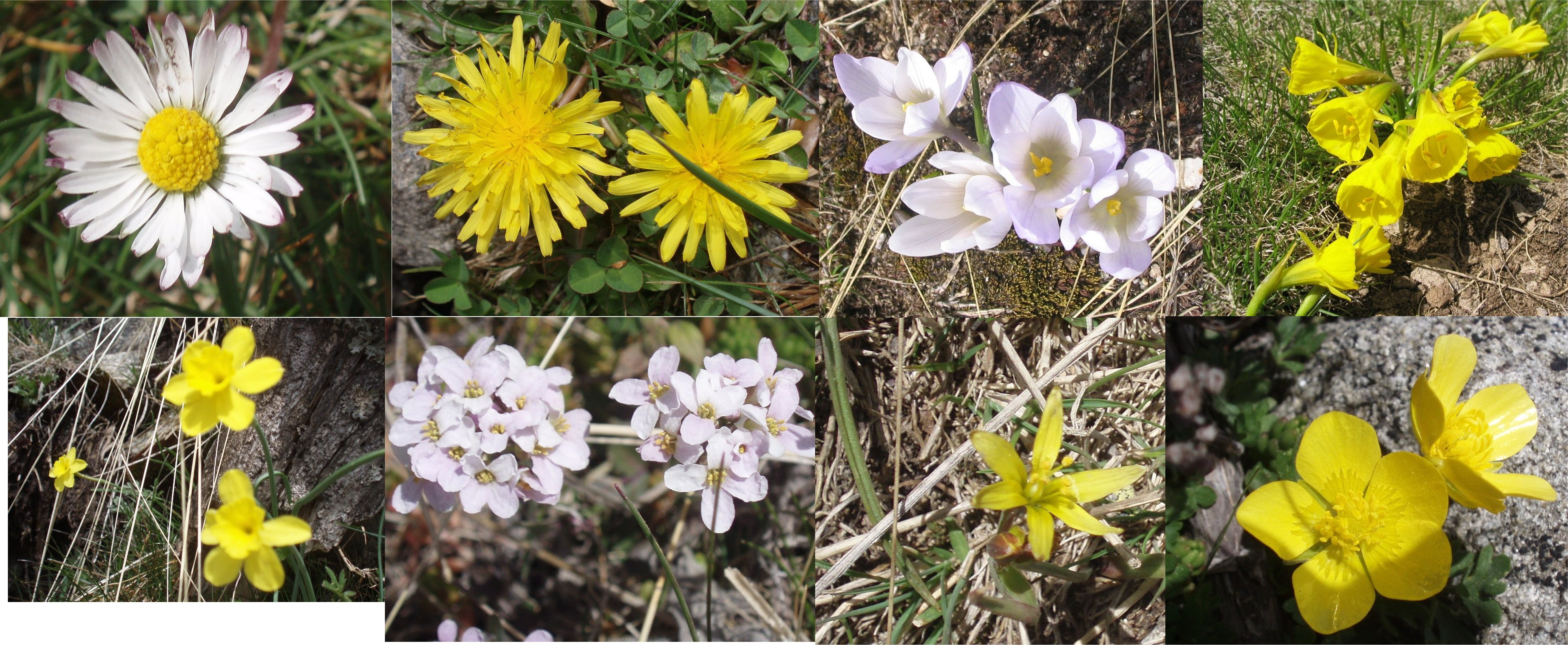
ペニャラーラ国立公園の高山地で育つ花。クロッカス、スイセン、ブルビコイデス

山脈の急な斜面は、キティスス・オロメディテラネウスや放牧のウシが食用とする高山植物で覆われている。グアダラマ山脈で育つウシの牛肉は品質が高く、「テルネラ・デ・グアダラマ」（Ternera de Guadarrama）として特に称される。高山の牧場より下にある、山麓・山地の平地では、スペインで自生するヨーロッパアカマツ、フランスカイガンショウ、イタリアカサマツ、ヨーロッパクロマツ、モンタナマツの木立が見られる。
マツの木立より下である中程度の標高では、ピレネーオーク、セイヨウヒイラギガシなどのオーク、ホソバトネリコなどのトネリコ属およびビャクシン属の木立が斜面を覆い、時には高緯度の高いマツ木立を浸食する。ピレネーオークは保護植物で、国立公園の決定なしでは伐採ができない。それにもかかわらず、計画伐採されたカシの木が薪として地元の村に供給されている。
山脈の最西端では、ヨーロッパアカマツに代わりイタリアカサマツが優勢となり、またピレネーオークに代わりポルトガルカシやウバメガシが優勢となり、種の変化を示す。これは高地から低標高地へと移ったためである。
また、タイム、ラベンダー、フレンチラベンダー、ローズマリー、ゴジアオイ属などのハーブも生えている。

### 動物

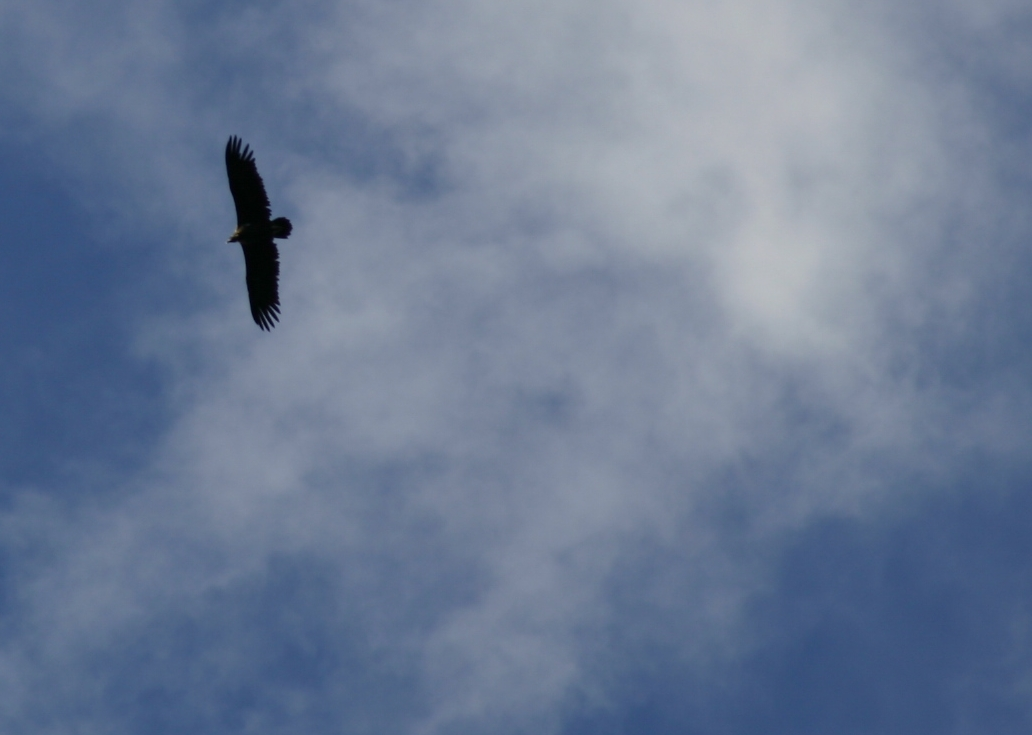
クロハゲワシ

重要な生態系の中であることを期待されているように、山脈には多種多様な動物が生息している。ノロジカ、ダマジカ、イノシシ、ヨーロッパアナグマ、ヨーロッパヤマネコ、イタチ、キツネ、ウサギ、マダライモリ、イベリアアカガエル、サンバガエルなどである。鳥類も、水鳥同様にヒワもいる。猛禽類は、イベリアカタシロワシ、クロハゲワシを含む。事実、グアダラマに生息する動物類は、スペインの動物相の45％、そしてヨーロッパ全体の動物相の18％を占めている。
グアダラマ山脈は、ツルやナベコウといった渡り鳥の移動ルートにあたる。イベリアカタジロワシとヨーロッパオオカミが絶滅危惧種に指定されている。国際的に重要な湿地に指定されているサンティジャーナ貯水池一帯はユリカモメの越冬地とコウノトリ科の繁殖地である。

## 気候

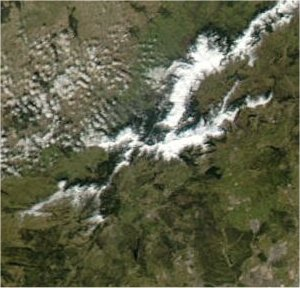
衛星写真

グアダラマ山脈は、夏（非常に乾燥する）と冬の相当な気温変動に象徴される、地中海性気候の様相を持っている。しかし、山地では、標高の高さと共に気候も著しく変化し、個別の気候区分であると区別される。
標高800mから1400m地点では年間平均気温が10℃から11℃で、夏の最高気温は28℃、冬の最低気温は－6℃である。年間降水量は700mmから800mmで、大半が夏以外に降る。この標高では、例外は常にあるが、12月から2月の間は降雪となる。雪は3日以上溶けないままにおかれることがまれにある。この地域で全ての都市とその人口の多くが暮らしている。これは標高の高さで全て区別されることを意味している。そして人間の日常生活と汚染からダメージを受けるのに最も敏感になっている。
標高1400mから2000m地点では、年間平均気温は8℃から9℃で、夏の最高気温は25℃、冬の最低気温は－8℃である。年間平均降水量は900mmから1000mmで、夏以外に集中して降り、冬期（12月から4月）には降雪となる。雪の多くは冬期に、特に北斜面に多く残る。

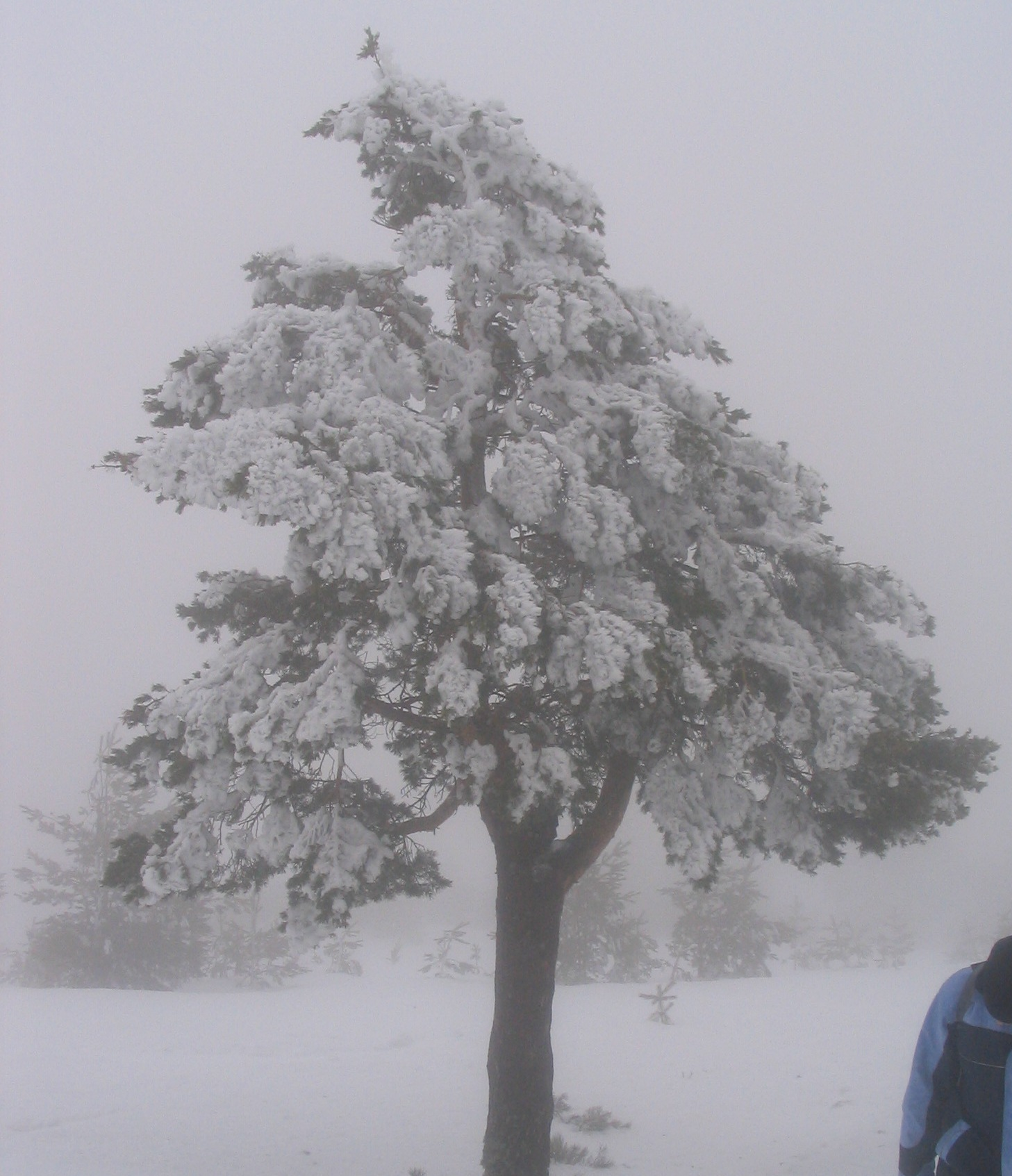
氷霧に覆われたマツ

標高2000mから2428m地点では、年間平均気温は6℃から7℃で、夏の最高気温は22℃である。冬の最低気温は－12℃である。年間平均降雨量は1200mmから2500mmで、ほとんどが11月から5月にかけての降雪となる。冬の間雪は残り、春まで消えない。
要約すれば、グアダラマの気候はメセタの他より湿度が高く、標高が増すにつれ総じて気温が低い。山頂部では風が常に非常に激しく、山地での雷雨は高原よりも頻発する。

### 標高ごとの平均気温
| 標高              | 気温 冬 （昼/夜） | 気温 春 秋 （昼/夜） | 気温 夏 （昼/夜） |
| ----------------- | ----------------- | -------------------- | ----------------- |
| 2,428 m - 2,000 m | -1 °C / -9 °C     | 8 °C / -3 °C         | 20 °C / 5 °C      |
| 2,000 m - 1,400 m | 3 °C / -3 °C      | 11 °C / 5 °C         | 23 °C / 7 °C      |
| 1,400 m - 800 m   | 3 °C / -3 °C      | 15 °C / 7 °C         | 25 °C / 11 °C     |

## 交通

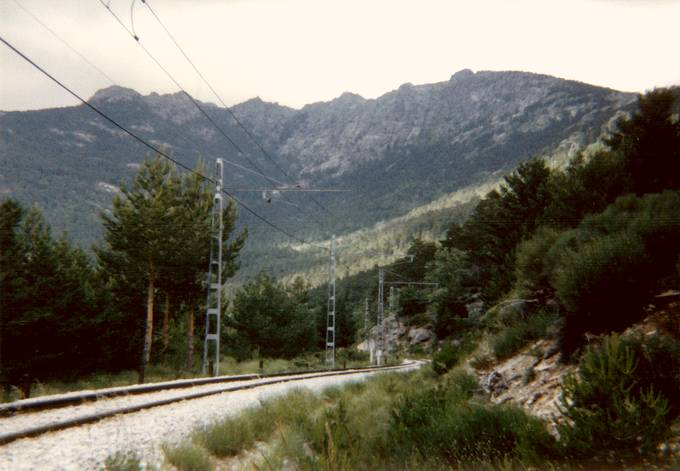
山脈を通過する鉄道

自然の境界としての状況の結果、グアダラマ山脈はイベリア半島南北を貫く主要道が交差している。これらの主要道が建設されたのはローマ時代に遡る。そのうちの一つはセルセディーリャで始まり、山脈を通過してフエンフリア峠が終着となる。
これらの道は今も原型の石敷き状態で保存されている。18世紀半ばに敷かれた道のいくつかが道しるべとなり、旧式の道路となっている。レオン道は、マドリード＝ア・コルーニャ間を走る高速道6号となっている。ナバセラダ峠は、マドリード＝セゴビア間の通路となっている。ソモシエラ道は、マドリード＝イルン間の鉄道も走るA-1高速道となっている。
山脈を、マドリード＝アビラ間、セゴビア＝ブルゴス間、首都マドリード＝スペイン北部全体とをつなぐ、個別の鉄道路線が交差する。これら鉄道路線は、ミラフローレス・デ・ラ・シエラ＝セゴビア間のトンネルとともに時代遅れだとみなされており、高速鉄道AVEと部分的に取り替えられるだろう。AVEは専用路線で時速300kmのスピードを出すことができ、マドリード＝セゴビア間は既に開通している。鉄道網はさらに北へゆっくりと拡張している。

## 歴史

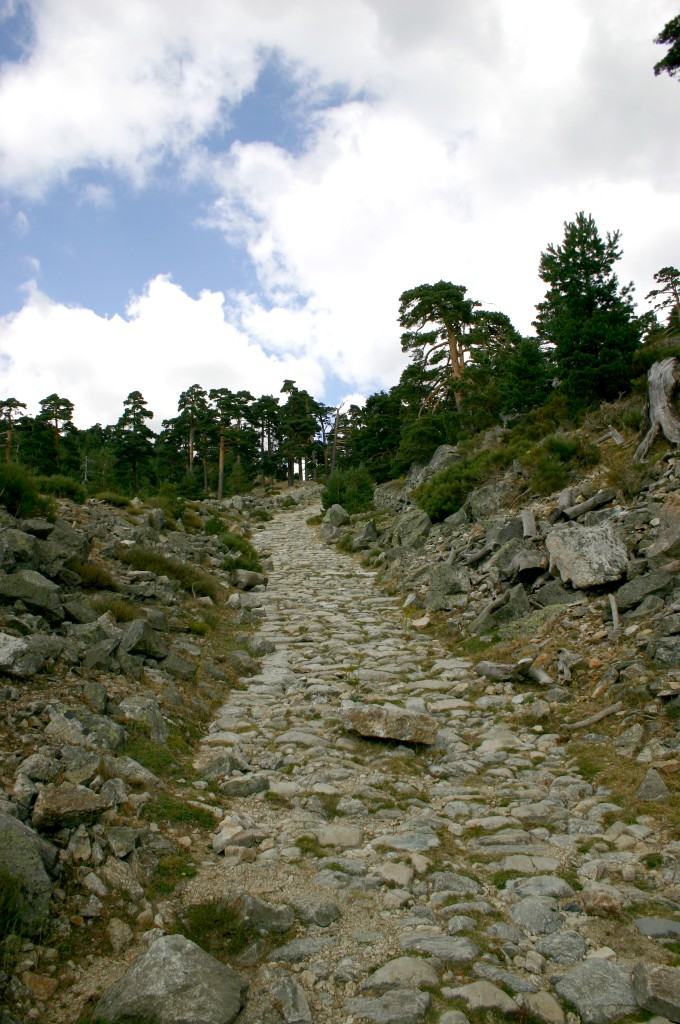
フエンフリア谷を通るローマ道

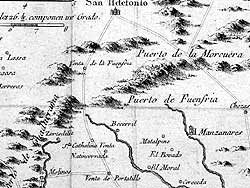
1760年頃の地図

山脈の両側の森林と草地を含む、山脈中央部の歴史の多くは、少なくともセゴビアがローマ名セゴブリガであった時代から関係してきた。それにもかかわらず、スペイン王室の要求でマドリード州設置後は、山脈の政治的な計画は2つの州に分配されてきた。現在の山脈はさらに、スペインの首都として揺るぎない存在であるマドリードとの関係が強い。
自然の国境としてのグアダラマ山脈支配は、スペインを巻き込んだ数多くの軍事対立で重要なものだった。レコンキスタ時代、山脈の北のキリスト教国、南部のイスラム王国との間の国境となっていたのである。この時代の遺産である壮麗な中世の城塞都市は山脈の両側で見られる。
侵入してきたフランス軍とスペインが戦ったスペイン独立戦争中の1808年、ソモシエラ峠でソモシエラの戦いが起こり、スペイン軍はポーランド兵を主力としたナポレオン1世軍に敗退した。同じように、1930年代のスペイン内戦では、山道の中で戦われた小戦で山脈は重要な前線地帯となった。現在、山の頂上で線状になって塹壕や銃据え付け跡が残っている。
首都マドリードに近いためグアダラマ山脈は、スペイン初の、経済的・教育的な意味から自然資源と自然学習の地となって価値を高めた。

### 歴史遺産

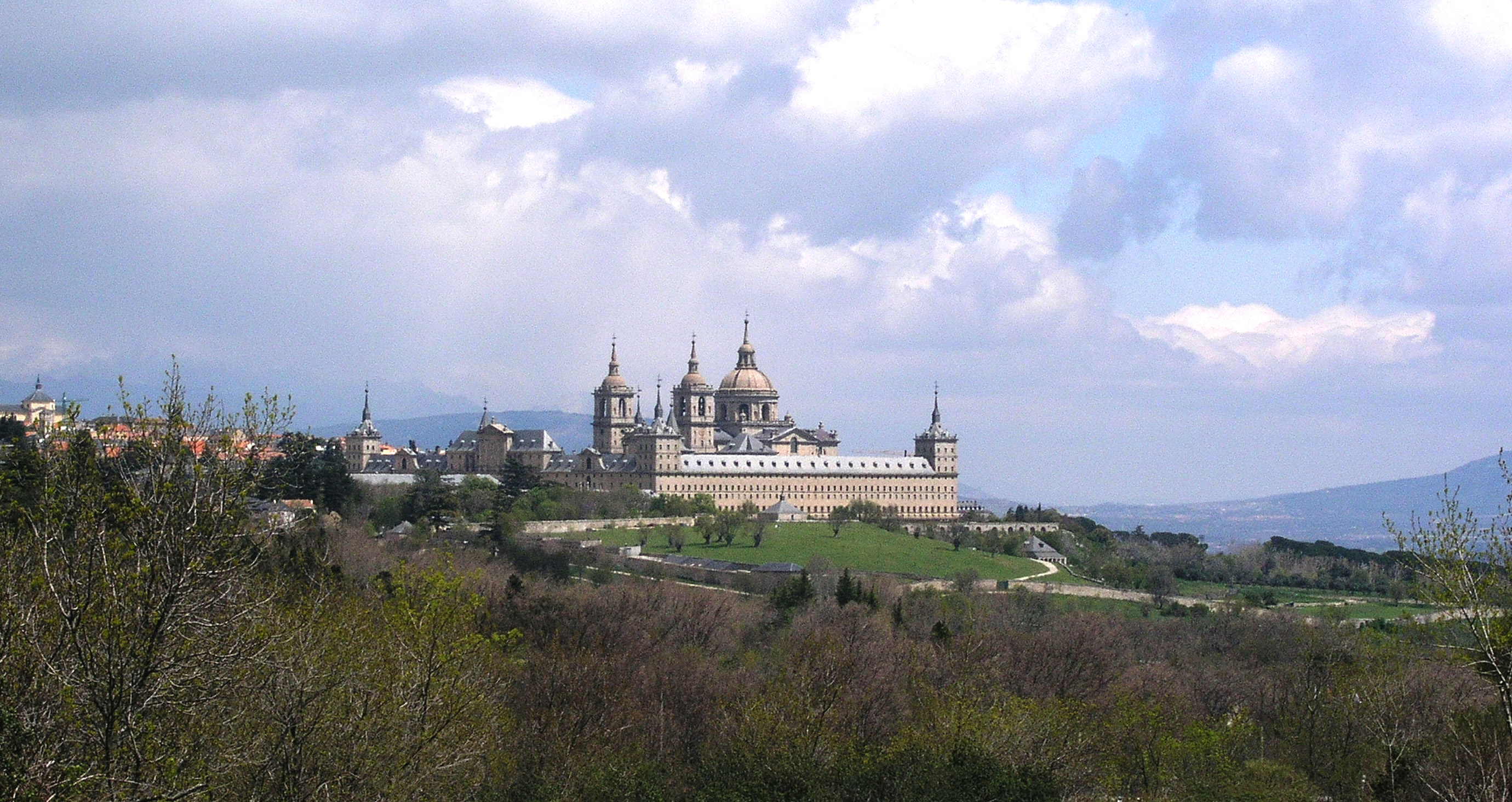
エル・エスコリアル修道院

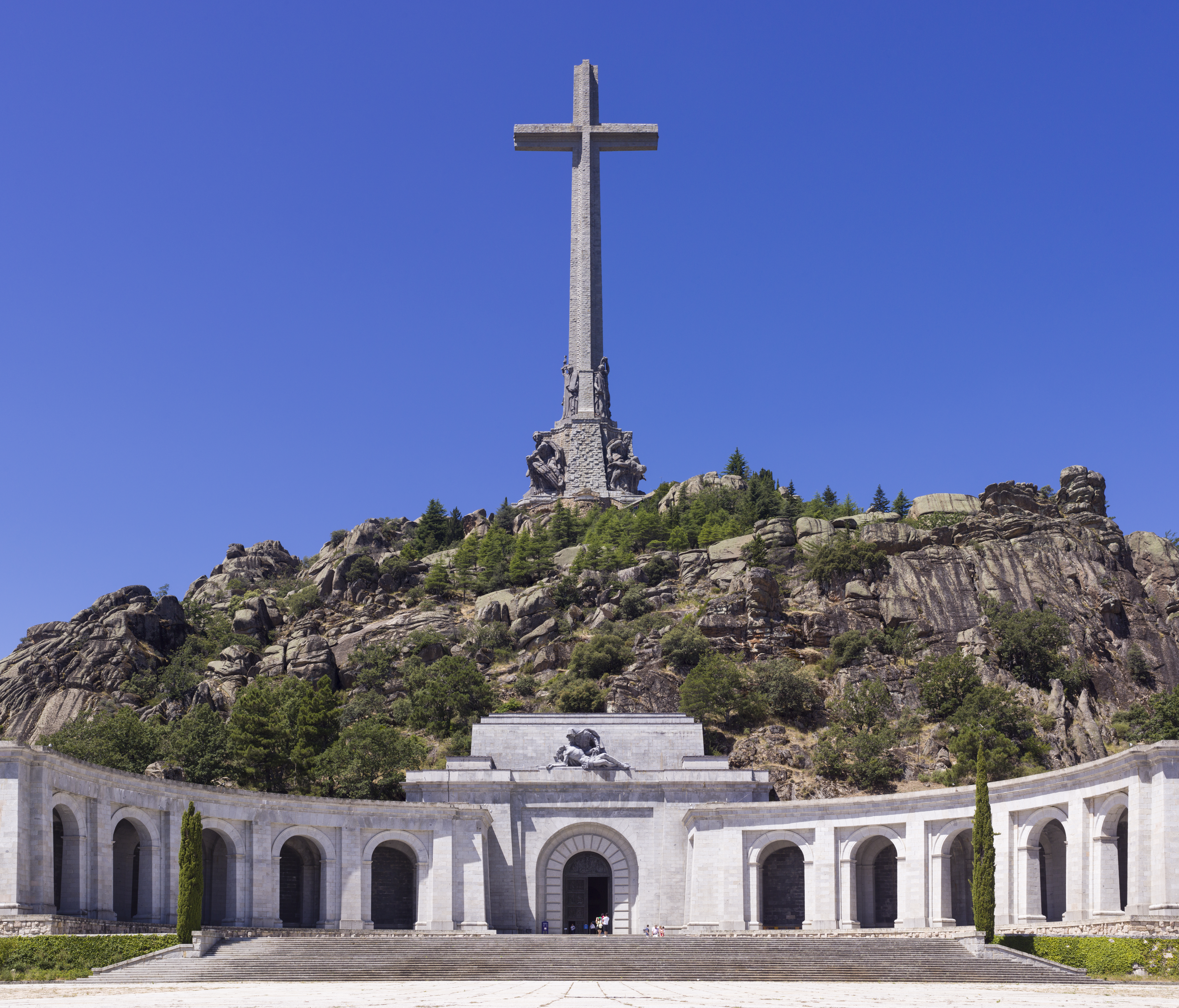
戦没者の谷

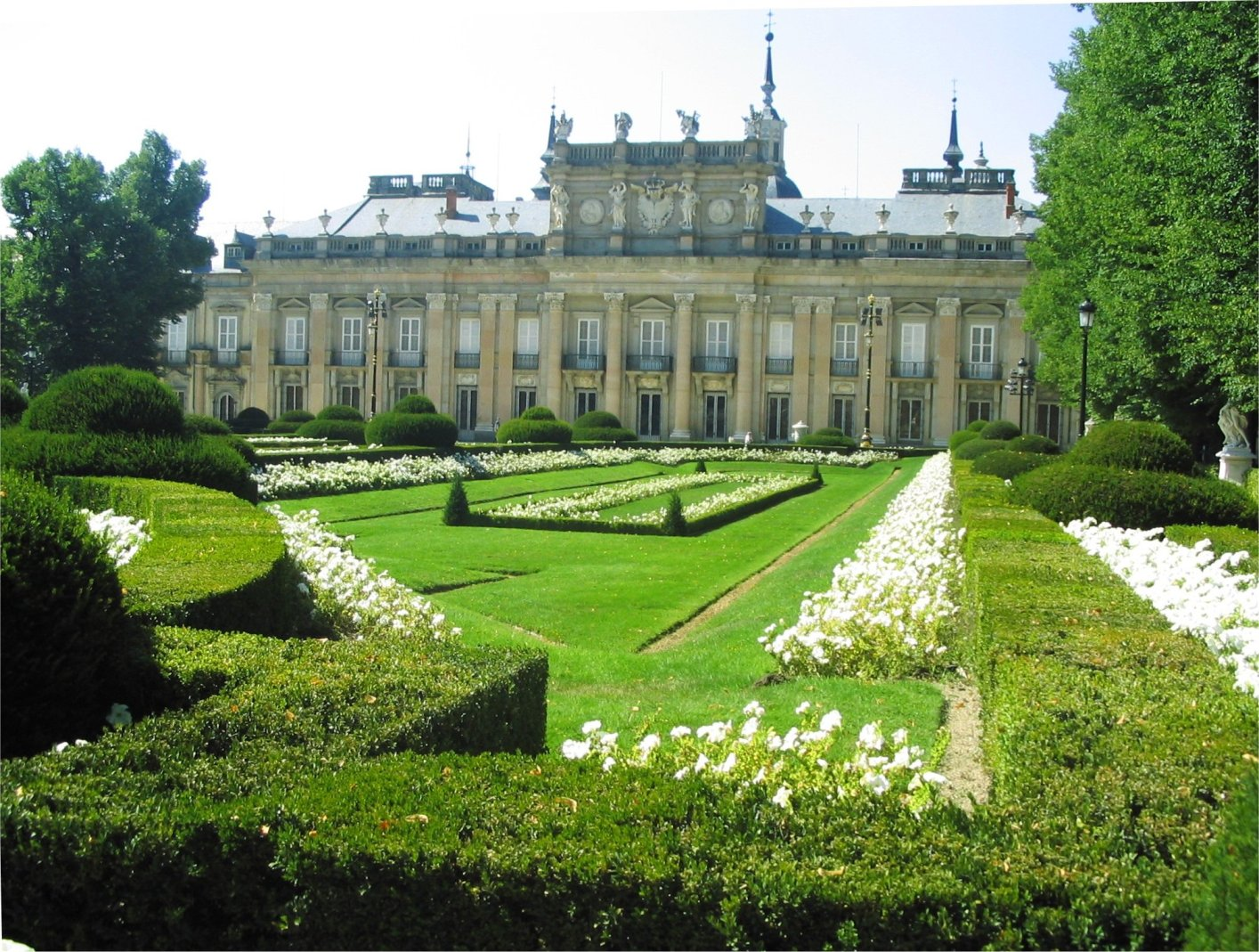
ラ・グランハ宮殿正面

壮大な風景、快適な夏の気候、特にマドリードとセゴビアに近い距離は、グアダラマ山脈斜面での数多くの傑出した建築物や記念物の建設に結びついた。
- エル・エスコリアル修道院 - 巨大な宮殿、聖アウグスチノ修道会の修道院、美術館、図書館から構成される複合体。厳粛な古典主義の建築家フアン・バウティスタ・デ・トレドがとフアン・エレーラが設計し、1563年から1584年にかけ建設された。UNESCO世界遺産に登録されている。
- 戦没者の谷（Valle de los Caídos） - アバントス山（スペイン語版）北面にあり、厚いマツ林に囲まれた国立墓地。スペイン内戦時の戦没者を追悼するためにフランシスコ・フランコの命でつくられた。敷地内にある、フランコ自身が埋葬されているバシリカと同様に、約4万人の戦没者が埋葬されている。花崗岩でできた高さ150mの十字架は、50kmほど離れた場所からも肉眼で確認できる。
- サンタ・マリア・デ・エル・パウラル修道院（スペイン語版） - 山脈の壮大な風景に周囲を囲まれた、1300年代後半からある大きな回廊を特徴とした修道院。カスティーリャ王エンリケ2世の命で建設され、1876年に国の歴史記念物に指定された。
- マンサナレス城（スペイン語版） - ラ・ペドリサの麓にある中世の要塞。円柱状の塔のいくつかは15世紀以来のもの。
- ペドラサ城 - 同名の自治体ペドラサ（スペイン語版）を守る丘の上に建つ。14世紀に建てられ、16世紀に拡張された。一部は失われてしまっているが、近代に修復され、国の保護下にある。
- ラ・グランハ宮殿 - バロック様式。18世紀にフェリペ5世によって建てられた。宮殿の広大な庭園には、芸術的な価値の高い多数の彫刻（神話の人物）が設置されている。

## 民間伝承
山脈とその周辺地方では、数世紀に渡って独自の伝説が語られてきた。
羊飼いの裂け目これはサン・ロレンソ・デ・エル・エスコリアル近辺で信じられてきた、秘宝が埋められているという伝説である。多くの人々が秘宝を求めて調査を行ってきた。
この伝説では、エル・エスコリアル修道院の豊富な資産を管理したラファエル・コラリサが、極悪非道な誘惑に駆られてダブロン金貨を納める宝物庫を荒らし、ポルトガルの教会施設へ逃亡したと伝えている。コラリサは夜間に宝物を盗んでからポルトガルへ逃亡する途中、最寄りの村ロブレドンドに通じた山道を通った。しかし、山地を横断するため通った『羊飼いの裂け目』として知られる深い山氷河の割れ目で、修道院の守護聖人が見張っていたのだろう、コラリサは盗んだ金貨もろとも裂け目へ転落した。時間の経過とともに、木の枝や石が裂け目を覆い隠し、他のウシやかわいそうな悪魔がコラリサと同じ運命とならぬようにした。
死者の巨石この伝説の名は、ラ・ペドリサ峰独特で同名の岩の塊にちなむ。話では、3人の山賊が、マドリードの大富豪一族の若い女性を誘拐した。集団の首領が不在の間、残った2人は女性へ性的暴行を加えようと企んだ。首領が不意に戻ってくると、彼は素早く公正な裁きとしてラ・ペドリサの巨石の上へ2人を放り投げた。1人は死んだが、もう1人は瀬戸際に首領の首領の脚をつかみ、2人とも岩の上に落ち叩きつけられて死んだ。地元住民によれば、岩の裂け目から3人の山賊の死骸が覗ける時があるという。

## 参照
- Sierra de Guadarrama. From the Spanish-language Wikipedia. Retrieved May 6 - still in flux, 2006, and containing the internal references:
  - Fidalgo García, Pablo & Martín Espinosa, Agustín (2005). Atlas Estadístico de la Comunidad de Madrid 2005. Instituto de Estadística de la Comunidad de Madrid. ISBN 84-451-2786-1
  - Pliego Vega, Domingo (2005). Guadarrama. 50 excursiones fáciles. Ediciones Desnivel. ISBN 84-96192-83-0
  - Rincón, Manuel (1987). Caminar por la Sierra de Guadarrama. Editorial Barrabes. ISBN 84-95744-38-4
  - Sánchez Martínez, Javier & Martínez de Pisón, Eduardo (2004). La Sierra de Guadarrama:La Imagen de una Montaña. Ediciones La Librería. ISBN 84-95889-84-6
  - Vías, Julio (2004). La Sierra de Guadarrama. Biografía de un paisaje. Ediciones La Librería. ISBN 84-95889-73-0
  - Zarzuela Aragón, Javier (2003). Excursiones para niños por la Sierra de Madrid. Ediciones La Librería. ISBN 84-95889-41-2